# Paraspilotragus
Paraspilotragus is een kevergeslacht uit de familie van de boktorren (Cerambycidae). De wetenschappelijke naam van het geslacht werd voor het eerst geldig gepubliceerd in 1970 door Breuning.

## Soorten
Paraspilotragus is monotypisch en omvat slechts de volgende soort:
- Paraspilotragus diversevittatus Breuning, 1970